# Golf Club Bad Ragaz
Golf Club Bad Ragaz (GC Bad Ragaz) is een Zwitserse golfclub in Bad Ragaz. De baan heeft een oppervlakte van zo'n 5707 meter en staat bekend om het vlakke terrein. GC Bad Ragaz ligt op een hoogte van 560 meter boven zeeniveau en is ontworpen door golfbaanarchitect Donald Harradine. De baan is een par-70baan en bestaat uit 18 holes.

## Geschiedenis
GC Bad Ragaz werd in 1905 opgericht door en is een van de oudste golfclubs van Zwitserland, en tevens de eerste van Bad Ragaz. Het bijbehorende gebouw (dat heden ten dage in gebruik is als clubgebouw en evenementlocatie) dateert van de 13e eeuw.
Ieder jaar wordt gespeeld om de Don Harradine Memorial Throphy. Sinds 1997 wordt er jaarlijks tevens de Europese Senior Tour gehouden.